# Парк Виде Јоцић
Парк Виде Јоцић или Парк на Јадру је парк који се налази у Ваљеву. Простире се на 1,2 хектара и оивичен је реком Колубаром и улицима Мајора Илића и Душановом. Парк је посвећен вајарки Види Јоцић, јер се у њему налази неколико њених скулптура. 
Парк на Јадру је настао априла 1892. године, када га је уредили припадници 17. пешадијског пука Војске Краљевине Србије, а касније га је од 1925. године одржавало Друштво за улепшавање Ваљева. Године 1959. у парку је постављено шест спомен-бисти народних хероја и истакнутих револуционара из Ваљева, чији је аутор била Вида Јоцић. 
У центру парка се налази споменик народном хероју Драгојлу Дудићу (1887—1941), који је у току устанка 1941. године био председник Главног Народноослободилачког одбора Србије. Овај споменик, такође рад Виде Јоцић се првобитно налазио у основној школи у Мионици, али је 1990-их година премештен у парк на Јадру. 
Парк је страдао током мајских поплава 2014. године, али је септембра 2015. детаљно реконструисан. 
Народни хероји и револуционари чије се бисте налазе у парку:
- Милош Дудић (1915—1944), заменик команданта Прве шумадијске бригаде, умро јануара 1944. од последица рањавања у Пријепољској битци. Народни херој
- Живан Ђурђевић (1891—1943), активиста и сарадник Народноослободилачког покрета, убијен од четника 25. маја 1943. године.
- Жикица Јовановић Шпанац (1914—1942), учесник Шпанског грађанског рата и један од организатора устанка у западној Србији, погинуо 13. марта 1942. у борби са четницима. Народни херој
- Милица Павловић Дара (1915—1944), учитељица и секретар Окружног комитета КПЈ за Ваљево, убијена од четника 8. јуна 1944. године. Народни херој.
- Миливоје Радосављевић (1919—1941), студент, секретар ОК СКОЈ-а за Ваљево и курир за везу између Ваљевског одреда и Главног штаба Србије, погинуo августа 1941. године.

## Галерија
- Милош Дудић
- Живан Ђурђевић
- Жикица Јовановић Шпанац
- Милица Павловић Дара
- Миливоје Радосављевић